# 오푸스 레티쿨라툼

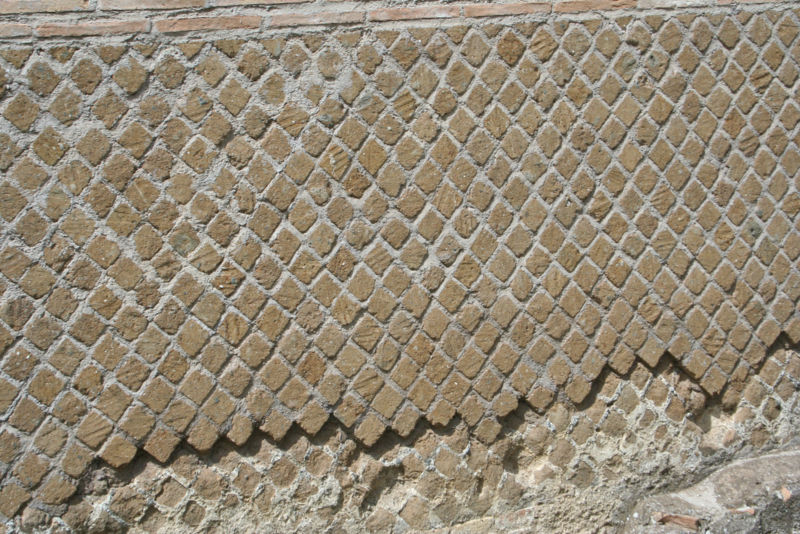
고대 로마의 황제 하드리아누스가 2세기 전반 거처로 삼았던 하드리아누스의 빌라 외벽에 사용된 오푸스 레티쿨라툼.

오푸스 레티쿨라툼(라틴어: Opus reticulatum, 다른 말로 오푸스 레티콜라타, 그물눈 쌓기)라고 하는 것은 로마 건축 분야에 이용된 벽돌 쌓기의 한 형태이다. 로마 사람들은 오푸스 캐멘티시움 코어를 둘러싸면서 다이아몬드 모양의 용결응회암 벽돌을 쌓아 오푸스 레티쿨라툼을 만들었다. 다이아몬드 모양의 용결응회암 벽돌은 각도 45도 (π/4)를 이루며, 시멘트 코어에 부착되었다. 정사각형 베이스는 대각선 패턴을 만들어냈다. 모르타르 선들은 그물을 닮은 패턴을 만들어냈다. "레티쿨라툼"이란 라틴어로 "그물"을 뜻한다. "오푸스"란 기술 작업을 뜻한다.
이 건축 기술은 기원전 1세기 초반에 사용되었다. 오푸스 라테리시움이 나오기까지 매우 흔히 쓰였다.
오푸스 레티쿨라툼은 루첼라이 궁전(Rucellai Palace) 건축에 사용되었다. 오푸스 레티쿨라툼의 건축 기술은 로마 제국이 멸망 시 전수자 없이 소멸하였다. 기술이 이어지지 않았다. 오푸스 레티쿨라툼은 르네상스 시대 레온 바티스타 알베르티가 고고학적인 수단을 통해 재발굴해낸 것이다.